# Esquerchin

Esquerchin este o comună în departamentul Nord, Franța. În 1 ianuarie 2022 avea o populație de 902 de locuitori.